# 郭强 (1969年)
郭强（1969年12月—），安徽亳州人，中国共产党和中华人民共和国政治人物。曾任中共安徽省委常委、宣传部部长，现任中共贵州省委常委、统战部部长。

## 生平
郭强的学习工作经历从安徽开始。1988年9月，他考入安徽财贸学院财政金融系财政专业学习。1992年6月，加入中国共产党，同年7月毕业后分配到安徽省税务局基层工作处担任科员。1993年4月前，他在合肥市税务局第二直属分局锻炼。1994年8月后，郭强先后在安徽省地税局人事教育处、计划财务处副主任科员。1997年9月，考入中国人民大学法学院法律专业攻读硕士研究生。1999年7月，毕业后的他回到安徽，担任安徽省地税局办公室主任科员。2001年6月，任安徽省地税局办公室副主任。2005年11月，升任安徽省地税局宣传中心主任。期间，他先后参加安徽省直经济干部赴德国培训班和安徽行政学院省直机关二级机构处级干部培训班学习。
2007年12月，郭强离开税务系统，调任中共安徽省委政策研究室调研二处处长。次年11月，升任中共安徽省委政策研究室副主任，期间并挂任安徽省信访专员。2011年2月，调任中共安徽省委宣传部副部长。2014年7月，挂职担任中共滁州市委常委、滁州市人民政府副市长。2016年4月，升任中共安徽省委网信办主任，同年8月调任安徽日报报业集团党委书记、社长。2019年3月，调任中共合肥市委副书记（正厅级）。
2020年7月，郭强升任中共安徽省委常委，晋升副部级，同年8月明确为省委秘书长。2021年11月，任中共安徽省委常委、宣传部部长。2023年4月，调任中共贵州省委常委、统战部部长。